# Ruschia karrooica
Ruschia karrooica är en isörtsväxtart som först beskrevs av L. Bol., och fick sitt nu gällande namn av L. Bol. Ruschia karrooica ingår i släktet Ruschia och familjen isörtsväxter. Inga underarter finns listade i Catalogue of Life.